# Digterens Drøm
Digterens Drøm er en dansk stumfilm fra 1916, der er instrueret af Karl Wieghorst.

## Handling
Denne artikel mangler et handlingsreferat. Hjælp os med at skrive det.

## Medvirkende
- Peter Malberg - Digteren
- Gustav Helios - Filmdirektøren
- Jørgen Lund - Ritmesteren
- Lily Gottschalksen - Ritmesterinden
- Signe Indahl - Pigen Karen Svip